# Leshnjë
Leshnjë là một xã trong quận Skrapar thuộc hạt Berat, Albania. Dân số năm 2005 là 915 người.